# Shi Lang
Pour les articles homonymes, voir Shi.
Shi Lang (en chinois : 施琅 ; pinyin : Shī Láng), né en 1621 et mort en 1696, est un amiral chinois qui a servi sous les dynasties Ming et Qing. Il est notamment connu pour sa victoire à la bataille des Pescadores.
Le premier porte-avions en service de la marine chinoise, le Liaoning (16), porte un temps le nom de Shi Lang.